# João José Pinheiro
João José Pinheiro (Desterro, 24 de junho de 1823 – ?) foi um político brasileiro.
Nascido na estão freguesia de Canasvieiras, filho de José Joaquim Pinheiro e de Feliciana Rosa Magalhães Pinheiro.
Foi deputado à Assembléia Legislativa Provincial de Santa Catarina na 18ª legislatura (1870 — 1871), na 19ª legislatura (1872 — 1873), na 21ª legislatura (1876 — 1877), na 22ª legislatura (1878 — 1879), na 24ª legislatura (1882 — 1883), na 25ª legislatura (1884 — 1885), e na 26ª legislatura (1886 — 1887).